# Jersey Shore (programma televisivo)
Jersey Shore è stato un reality-show statunitense trasmesso su MTV dal 3 dicembre 2009 al 20 dicembre 2012; in Italia è andato in onda, sempre su MTV, in lingua originale e sottotitolato in italiano.
Il programma era basato su otto giovani di origine italo-americana, che venivano seguiti dalle telecamere durante le loro vacanze.

## Cast
- Deena Cortese (Deena): è nata il 12 gennaio 1987 a New Egypt, nello stato del New Jersey, ed è una studentessa universitaria.
- Jennifer Farley  (JWoww): è nata il 27 febbraio 1986 ad East Greenbush, nello stato di New York, ed è una disegnatrice grafica.
- Michael Sorrentino (The Situation): è nato il 4 luglio 1981 a Staten Island, nello stato di New York, ed è un allenatore personale.
- Nicole Polizzi (Snooki): è nata il 23 novembre 1987 a Santiago, in Cile, ed è una studentessa universitaria.
- Paul Delvecchio (Pauly D): è nato il 5 luglio 1980 a Johnston, nello stato del Rhode Island, ed è un DJ.
- Ronald Ortiz-Magro (Ronnie): è nato il 4 dicembre 1985 a New York, nel distretto del Bronx, ed è un agente immobiliare.
- Samantha Giancola (Sweetheart): è nata il 14 marzo 1987 ad Hazlet, nello stato del New Jersey, ed è una studentessa universitaria.
- Vincent Guadagnino (Vinny): è nato l'11 novembre 1987 a Staten Island, nello stato di New York, ed è uno studente universitario.

## Episodi

### Prima stagione
La prima stagione, svoltasi a Seaside Heights (New Jersey) durante l'estate del 2009, è andata in onda su MTV dal 3 dicembre 2009 al 21 gennaio 2010.
| # | Titolo                        | Prima TV         | Prima TV       |
| - | ----------------------------- | ---------------- | -------------- |
| 1 | A New Family                  | 3 dicembre 2009  | 22 marzo 2010  |
| 2 | The Tanned Triangle           | 3 dicembre 2009  | 29 marzo 2010  |
| 3 | Good Riddance                 | 10 dicembre 2009 | 5 aprile 2010  |
| 4 | Fade to Black                 | 17 dicembre 2009 | 12 aprile 2010 |
| 5 | Just Another Day at the Shore | 31 dicembre 2009 | 19 aprile 2010 |
| 6 | Boardwalk Blowups             | 7 gennaio 2010   | 26 aprile 2010 |
| 7 | What Happens in AC            | 14 gennaio 2010  | 3 maggio 2010  |
| 8 | One Shot                      | 14 gennaio 2010  | 10 maggio 2010 |
| 9 | That's How The Shore Goes     | 21 gennaio 2010  | 17 maggio 2010 |

### Seconda stagione
La seconda stagione, svoltasi a Miami Beach (Florida) durante la primavera del 2010, è andata in onda su MTV dal 29 luglio al 21 ottobre 2010.
| #  | Titolo                  | Prima TV          | Prima TV          |
| -- | ----------------------- | ----------------- | ----------------- |
| 1  | Goin' South             | 29 luglio 2010    | 6 settembre 2010  |
| 2  | The Hangover            | 5 agosto 2010     | 20 settembre 2010 |
| 3  | Creepin'                | 12 agosto 2010    | 27 settembre 2010 |
| 4  | Breaking Up             | 19 agosto 2010    | 4 ottobre 2010    |
| 5  | The Letter              | 26 agosto 2010    | 11 ottobre 2010   |
| 6  | Not So Shore            | 2 settembre 2010  | 18 ottobre 2010   |
| 7  | Sleeping with the Enemy | 9 settembre 2010  | 25 ottobre 2010   |
| 8  | All in the Family       | 16 settembre 2010 | 1º novembre 2010  |
| 9  | Dirty Pad               | 23 settembre 2010 | 8 novembre 2010   |
| 10 | Gone, Baby, Gone        | 30 settembre 2010 | 15 novembre 2010  |
| 11 | Girls Like That         | 7 ottobre 2010    | 22 novembre 2010  |
| 12 | Deja Vu All Over Again  | 14 ottobre 2010   | 29 novembre 2010  |
| 13 | Back Into The Fold      | 21 ottobre 2010   | 6 dicembre 2010   |

### Terza stagione
La terza stagione, svoltasi a Seaside Heights (New Jersey) durante l'estate del 2010, è andata in onda su MTV dal 6 gennaio al 24 marzo 2011.
| #  | Titolo                                  | Prima TV         | Prima TV       |
| -- | --------------------------------------- | ---------------- | -------------- |
| 1  | Back to the Shore                       | 6 gennaio 2011   | 28 marzo 2011  |
| 2  | It's Gonna Be An Interesting Summer     | 13 gennaio 2011  | 28 marzo 2011  |
| 3  | Where's the Beach?                      | 17 gennaio 2011  | 4 aprile 2011  |
| 4  | Free Snooki                             | 20 gennaio 2011  | 11 aprile 2011 |
| 5  | Drunk Punch Love                        | 27 gennaio 2011  | 18 aprile 2011 |
| 6  | Should We Just Break Up?                | 3 febbraio 2011  | 25 aprile 2011 |
| 7  | Cabs Are Here!                          | 10 febbraio 2011 | 2 maggio 2011  |
| 8  | The Great Depression                    | 17 febbraio 2011 | 9 maggio 2011  |
| 9  | Kissing Cousins                         | 24 febbraio 2011 | 16 maggio 2011 |
| 10 | A Cheesy Situation                      | 24 febbraio 2011 | 23 maggio 2011 |
| 11 | Gym, Tan, Find Out Who Sammi Is Texting | 10 marzo 2011    | 30 maggio 2011 |
| 12 | A House Divided                         | 17 marzo 2011    | 13 giugno 2011 |
| 13 | At the End of the Day                   | 24 marzo 2011    | 20 giugno 2011 |

### Quarta stagione
La quarta stagione, svoltasi a Firenze (Italia) durante la primavera del 2011, è andata in onda su MTV dal 4 agosto al 20 ottobre 2011.
| #  | Titolo                         | Prima TV          | Prima TV          |
| -- | ------------------------------ | ----------------- | ----------------- |
| 1  | Going to Italia                | 4 agosto 2011     | 5 settembre 2011  |
| 2  | Like More Than a Friend        | 11 agosto 2011    | 5 settembre 2011  |
| 3  | Twinning                       | 18 agosto 2011    | 12 settembre 2011 |
| 4  | Crime and Punishment           | 25 agosto 2011    | 19 settembre 2011 |
| 5  | And The Wall Won               | 28 agosto 2011    | 26 settembre 2011 |
| 6  | Fist Pump, Push-Ups, Chapstick | 8 settembre 2011  | 3 ottobre 2011    |
| 7  | Meatball Mashup                | 15 settembre 2011 | 10 ottobre 2011   |
| 8  | Where Is My Boyfriend?         | 22 settembre 2011 | 17 ottobre 2011   |
| 9  | Three Men and a Snooki         | 29 settembre 2011 | 24 ottobre 2011   |
| 10 | Damage Is Done                 | 6 ottobre 2011    | 31 ottobre 2011   |
| 11 | Situation Problems             | 13 ottobre 2011   | 7 novembre 2011   |
| 12 | Ciao, Italia                   | 20 ottobre 2011   | 14 novembre 2011  |

### Quinta stagione
La quinta stagione, svoltasi a Seaside Heights (New Jersey) durante l'estate del 2011, è andata in onda su MTV dal 19 marzo al 21 maggio 2012.
| #  | Titolo                      | Prima TV         | Prima TV       |
| -- | --------------------------- | ---------------- | -------------- |
| 1  | Hurricane Situation         | 5 gennaio 2012   | 19 marzo 2012  |
| 2  | One Man Down                | 12 gennaio 2012  | 19 marzo 2012  |
| 3  | Dropping Like Flies         | 19 gennaio 2012  | 26 marzo 2012  |
| 4  | Free Vinny                  | 26 gennaio 2012  | 2 aprile 2012  |
| 5  | Nothing But Nice            | 2 febbraio 2012  | 9 aprile 2012  |
| 6  | The Follow Game             | 9 febbraio 2012  | 16 aprile 2012 |
| 7  | Love at the Jersey Shore    | 16 febbraio 2012 | 23 aprile 2012 |
| 8  | Sharp Objects               | 23 febbraio 2012 | 30 aprile 2012 |
| 9  | The Truth Will Set You Free | 1º marzo 2012    | 7 maggio 2012  |
| 10 | One Meatball Stands Alone   | 8 marzo 2012     | 14 maggio 2012 |
| 11 | We Are Family               | 15 marzo 2012    | 21 maggio 2012 |

### Stagione 6
La sesta stagione, svoltasi a Seaside Heights (New Jersey) durante l'estate del 2012, è andata in onda su MTV dal 4 ottobre al 20 dicembre 2012.
| #  | Titolo                    | Prima TV         | Prima TV         |
| -- | ------------------------- | ---------------- | ---------------- |
| 1  | Once More On to the Beach | 4 ottobre 2012   | 29 ottobre 2012  |
| 2  | No Shame, Good Integrity  | 4 ottobre 2012   | 5 novembre 2012  |
| 3  | Toxic Shots Syndrome      | 11 ottobre 2012  | 12 novembre 2012 |
| 4  | Blues, Balls & Brawls     | 11 ottobre 2012  | 19 novembre 2012 |
| 5  | Merp Walk                 | 18 ottobre 2012  | 26 novembre 2012 |
| 6  | Let's Make It Official    | 25 ottobre 2012  | 3 dicembre 2012  |
| 7  | Great Meatballs of Fire   | 1º novembre 2012 | 10 dicembre 2012 |
| 8  | Control the Crazy         | 8 novembre 2012  | 17 dicembre 2012 |
| 9  | Make It Unofficial        | 15 novembre 2012 | 24 dicembre 2012 |
| 10 | Shore Shower              | 29 novembre 2012 | 31 dicembre 2012 |
| 11 | Awkward!                  | 6 dicembre 2012  | 7 gennaio 2013   |
| 12 | Raining Men and Meatballs | 13 dicembre 2012 | 14 gennaio 2013  |
| 13 | The Icing on the Cake     | 20 dicembre 2012 | 21 gennaio 2013  |

## Spin-off
Il successo di Jersey Shore ha indotto i produttori a creare due spin-off della serie. Infatti ad aprile 2011 MTV annuncia la produzione di due nuovi reality show, uno con protagonista Pauly D e l'altro con protagoniste Snooki e JWoww.
Il primo, dal titolo Pauly D: Da Jersey Shore a Las Vegas (in originale The Pauly D Project), segue la vita di Pauly D e mostra gli sviluppi della sua carriera come DJ. La serie, girata tra gli ultimi mesi del 2011 e i primi mesi del 2012, va in onda negli Stati Uniti a partire dal 29 marzo 2012 su MTV. La serie viene trasmessa anche in Italia da MTV Italia a partire dal 12 giugno 2012. In questa serie, il noto DJ viene per la prima volta doppiato, con la voce del celebre doppiatore milanese Massimo Di Benedetto.
Il secondo dal titolo Snooki & JWoww segue la vita di Snooki e JWoww che condividono una casa a Jersey City (New Jersey). Le riprese della serie sono iniziate a fine febbraio 2012 e negli Stati Uniti va in onda su MTV a partire dal 31 maggio 2012 mentre in Italia a partire dal 15 settembre dello stesso anno. A luglio 2012 la serie viene rinnovata per una seconda stagione; le riprese iniziarono nell'estate 2012, subito dopo la conclusione di Jersey Shore. In questa stagione le ragazze tornano a vivere con i rispettivi fidanzati: Snooki affronta la gravidanza mentre JWoww decide di lavorare sulla relazione problematica con il fidanzato. La serie viene trasmessa negli USA a partire dall'8 gennaio 2013 e in Italia a partire dal 24 giugno. Il 25 aprile 2013 viene confermata anche una terza stagione. Le riprese per la nuova stagione iniziarono durante l'estate 2013. In questa stagione Snooki affronta la maternità e inizia i preparativi per il matrimonio mentre JWoww si concentra sul fidanzamento. La serie viene trasmessa negli USA a partire dal 22 ottobre, mentre in Italia la serie partirà ufficialmente nel 2014. Anche in questo caso le protagoniste, per la prima volta, sono doppiate.
A dicembre 2011, MTV UK decide di creare una versione inglese del programma chiamata Geordie Shore. Le stagioni prodotte sono diciotto, ambientate principalmente a Newcastle. In Italia la prima stagione viene trasmessa da MTV Italia a partire dal 17 settembre 2012.
Nell'estate 2012 anche MTV España elabora una propria versione del reality chiamata Gandía Shore ed ambientata a Gandía. Per ora è stata prodotta una sola stagione e si era parlato di crearne una seconda, la cui produzione è stata cancellata a luglio 2013. Il reality è stato trasmesso su MTV Italia a partire dal 16 settembre 2013.
Nel novembre 2013 MTV Polska ha mandato in onda una versione polacca del programma, inititolata Warsaw Shore: Ekipa z Warszawy ed ambientata a Varsavia.
Dal marzo 2024 va in onda su Paramount+ e MTV la versione italiana del programma, intitolata Italia Shore e ambientata a Fregene, località balneare nel Lazio vicino a Roma.